# Айюва
Айюва — река в России, в Республике Коми, правый приток реки Ижма (бассейн Печоры). Длина 193 км, площадь водосборного бассейна — 2950 км².
Питание смешанное, с преобладанием снегового. Крупнейший приток — Вонъю (левый).
Айюва начинается на восточных склонах Тиманского кряжа. Течёт в верховьях по ненаселённой местности сначала на запад, затем на юг. Берега лесистые, сильно заболоченные. Русло извилистое.
В нижнем течении протекает посёлок Керки, стоящий на железной дороге Котлас — Ухта — Воркута. После устья Вонъю Айюва вновь поворачивает на запад и впадает в Ижму рядом с городом Сосногорск.
На берегах Айювы были обнаружены важные палеонтологические находки, в том числе ископаемые остатки ихтиозавра и других динозавров. В нижнем течении реки большие залежи глинозёмов.

## Притоки
Объекты перечислены по порядку от устья к истоку.
- 11 км: Ванъёль
- 12 км: Айюваёль
- 21 км: Просекъёль
- 25 км: Вонъю
- 29 км: Бадью
- 87 км: Няръю
- 112 км: Лёкперысью
- 113 км: Перысью
- 116 км: Кыбантывис
- 129 км: Кыбанвож
- 131 км: Сэдзьвож